# Polyrhachis rufipes
Polyrhachis rufipes är en myrart som beskrevs av Smith 1858. Polyrhachis rufipes ingår i släktet Polyrhachis och familjen myror. Inga underarter finns listade i Catalogue of Life.